# Genoveva Dawson
Genoveva (Geneviève) "Kewpie" Dawson de Teruggi (Buenos Aires, 23 de enero de 1918-La Plata, 21 de agosto de 2012) fue una botánica, curadora, profesora y exploradora argentina. 

## Biografía
Genoveva Dawson fue estudiante y empleada de la Universidad Nacional de La Plata desde la escuela secundaria hasta su jubilación. Se graduó como Botánica en 1942, siendo una de las primeras egresadas de esa disciplina en el Museo de La Plata, y más adelante se doctoró en Ciencias Biológicas con el estudio de la familia de plantas Santalaceae bajo la dirección del botánico Lorenzo R. Parodi. Durante su posgrado, viajó a Estados Unidos para realizar el curso Plants and Human Affairs de la Universidad Harvard. A su vuelta, dedicó sus estudios científicos a plantas de importancia económica y plantas nativas argentina poco estudiadas, entre ellas, las plantas carnívoras. En 1944, publicó junto al botánico argentino Ángel Lulio Cabrera La Selva marginal de Punta Lara: en la ribera argentina del río de La Plata considerado un libro de referencia en los estudios de Ecología de Argentina.
En 1963, fundó la primera cátedra de Botánica Aplicada de Argentina en la Facultad de Ciencias Naturales y Museo de la Universidad Nacional de La Plata. Desarrolló sus actividades académicas en la Facultad de Ciencias Naturales y Museo, de la Universidad Nacional de La Plata.
Entre 1948 y 1969 realizó expediciones botánicas por Chile y Argentina en conjunto Helga Schwabe para recolectar plantas espermatófitas.
En 1972 representó al Museo de La Plata en la Mesa de Santiago, organizada por la Unesco.

## Vida personal
Genoveva Dawson nació en Buenos Aires en 1918 de padres estadounidenses. Su padre fue el astrónomo Bernhard Dawson, que trabajó en el Observatorio de La Plata. Fue apodada Kewpie por su parecido a una muñeca de esa época. El 18 de junio de 1949 se casó en Montevideo (Uruguay) con el geólogo Mario Egidio Teruggi, con quién tuvo cuatro hijos: Diana Esmeralda, Daniel Eduardo, Lilia Andrea y Bernardo Gabriel. Su hija Diana Esmeralda Teruggi Dawson, fue asesinada en su casa el 24 de noviembre de 1976 por fuerzas militares de la última dictadura argentina. Su nieta Clara Anahí Mariani, de tres meses de edad, fue secuestrada y privada de su identidad.

## Membresía
- Federación Argentina de Mujeres Universitarias - FAMU
- Sociedad Argentina de Botánica

## Homenajes
- 7 de noviembre de 2003: con motivo de cumplirse cuarenta años de la creación de la «Cátedra Botánica Aplicada», la Facultad de Ciencias Naturales y Museo organizó un Acto Académico en Homenaje a la Dra. Genoveva Dawson de Teruggi, pionera en esos estudios.
- 2005: «Mujer Destacada platense», por Ordenanza Municipal de La Plata.[3][10]

### Eponimia
- (Verbenaceae) Stachytarpheta dawsonii Schrad.[11]

## Algunas publicaciones
- 1946. genevieve Dawson. Un Método de Diafanización para el estudio de la distribución del sistema vascular en órganos florales.
- 1947. -----------------------. Voto sobre un ácido antiséptico y antioxidante hallado en la jarilla. Ciencia e Investigación, 3(2):72-73.
- 1960. -----------------------. El género Utricularia en Argentina. Sociedad Argentina de Botánica 4:139.

### Libros y capítulos
- 1942. genevieve Dawson. Las Santaláceas argentinas. N.º 23 de Revista del Museo de La Plata: Sección botánica. Instituto del Museo de la UNLP. 80 p.
- 1944. ángel l. Cabrera, genevieve Dawson. La Selva marginal de Punta Lara: en la ribera argentina del río de La Plata. Ed. Universidad Nacional de La Plata, Instituto del Museo. 116 p.
- 1950. genevieve Dawson. Escrofulariaceas. Vol. 10 de Las plantas cultivadas en la República Argentina. Ed. INTA. 94 p.
- 1952. -----------------------. Escrofulariáceas bonaerenses: revisión de las especies que habitan en la provincia de Buenos Aires. N.º 31 de Revista del Museo de La Plata: Botánica. 62 p.
- 1960. genevieve Dawson Los alimentos vegetales que América dio al mundo, v. 8 de Técnica y didáctica. Ed. Universidad Nacional de La Plata. 68 p.
- 1961. ángel l. Cabrera, maevia n. Correa, genevieve Dawson. 1965. Oxalidáceas a Umbelíferas, v. 4 de Colección científica del INTA. 418 p.
- 1965. -----------------------. Las Plantas Carnívoras. Colección Libros del Caminante, EUDEBA. 91 p. ilus.
- 1968. -----------------------. Las tribus y géneros de Escrofulariáceas representados en Austro-América y su distribución geográfica. N.º 59 de Revista del Museo de La Plata: Botánica. Ed. Facultad de Ciencias Naturales y Museo. 128 p.
- 1973. -----------------------. Flora argentina: Lentibulariaceae. N.º 70 de Revista del Museo de La Plata: Botánica. Ed. Facultad de Ciencias Naturales y Museo. 59 p.
- 1978. -----------------------. Frutillas, frambuesas, moras, grosellas y arándanos: pequeña guía sistemática y nomenclador plurilingüe de todas las pequeñas bayas llamadas "berries" en inglés. Ed. Facultad de Ciencias Naturales y Museo. 36 p.
- 1980. genevieve Dawson, omár Antonio Gancedo. La palma pindó (syargrus rorrianzoffianum sic) y su importancia entre los indios guayaqui. Museo de La Plata. 15 p.